# NK Klanjec
NK Klanjec je nogometni klub iz Klanjca. U sezoni 2021./22. se natječe u 4. NL NS Zagreb Skupina A.

## Povijest
Nogometni klub Klanjec osnovan je 1938. godine. Klub se u prošlosti još zvao Mihanović i Predionica (do 2007. godine).